# Prosenjak
Prosenjak - lat. Hydnum repandum, jestiva je gljiva iz porodice Hydnaceae. Za razliku od ostalih gljiva, s donje strane klobuka ova gljiva ima iglice, a ne listiće ili rupice. Raste u Europi i Sjevernoj Americi, u listopadnim i crnogoričnim šumama. Klobuk je svijetle narančasto ili žuto smeđe boje, pomalo nepravilan, promjera do 15 cm. S donje strane klobuka nalaze se do 6 mm duge iglice. Stručak je dug do 10 cm, bijele boje ili poput klobuka. Postoji i bijeli varijetet ove gljive. Gljiva se smatra posebno dobrom za kiseljenje u octu.Sudeći po novijim istraživanjima gljiva je i ljekovita.